# Portez

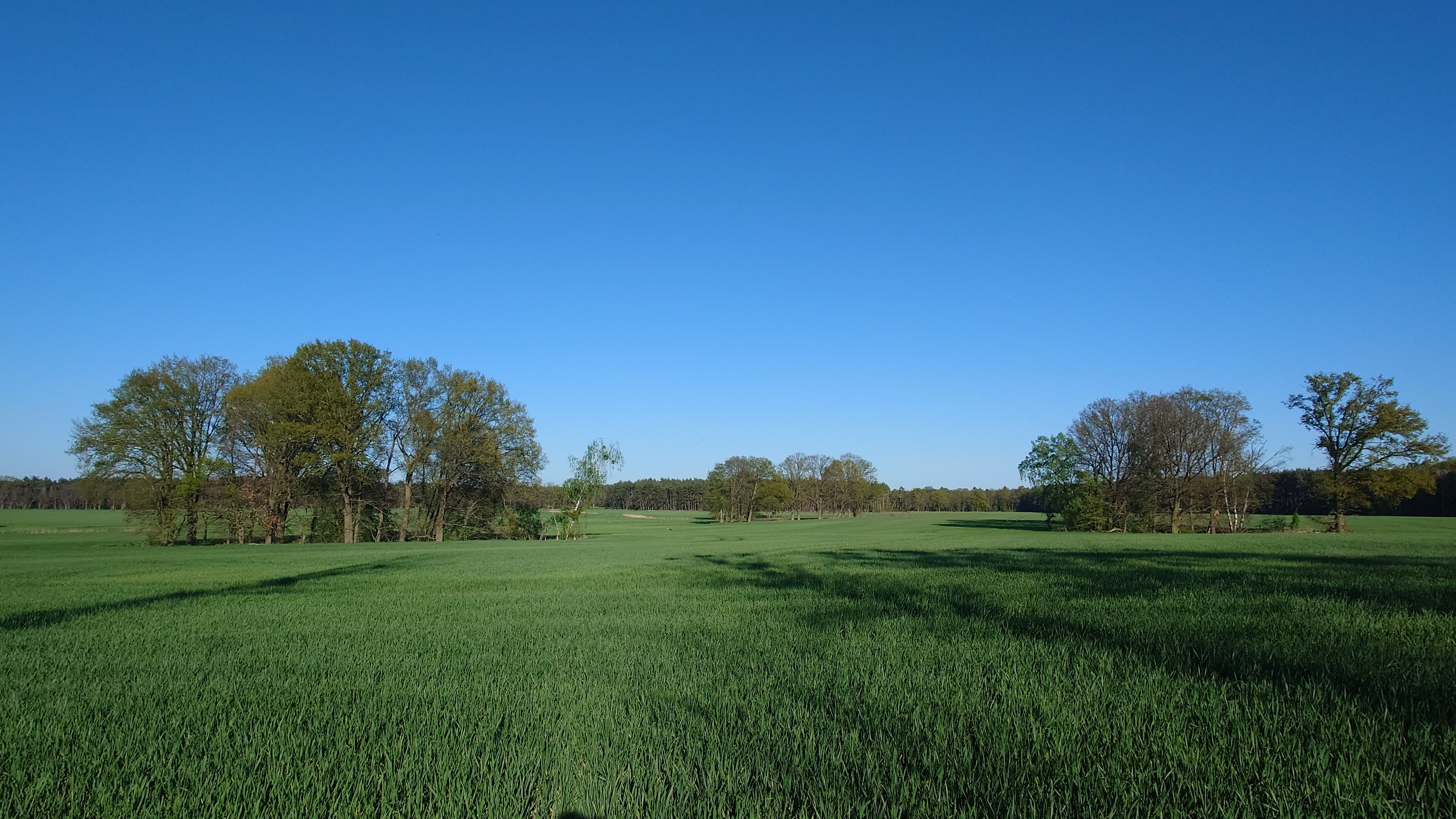
Feld zwischen Theeßen und Räckendorf

Portez war ein Dorf im Gebiet des Landkreises Jerichower Land.

## Geographie
Portez lag 1,5 km südlich der Gemeinde Theeßen im Gebiet der Stadt Möckern.

## Geschichte
Der Ortsname wandelte sich im Laufe der Zeit zu Pritzetz. In dem 1381 veröffentlichten Lehnbuch der Erzbischöfe Albrecht III. und Peter wird Pothez wie folgt erwähnt:
„Item ante eandem villam vnum districtum desertum cum omni iure dictum theutonice Pothez.“
„Vor derselben Stadt gab es auch einen verlassenen Bezirk, der in der germanischen Sprache Pothez genannt wurde.“
Halb Pritzetz wurde im Jahr 1514 zusammen mit halb Pennigsdorf von Lippold von Arnim gegen die Feldmark Jeserik, heute Brandenstein getauscht.

## Urkundliche Erwähnung
- Eintragung im Lehnebuch des Erzbischofs Friedrich III. im Jahre 1446. Als Lehn erhält der Adlige Achim von Kracht das Haus Krussow, halb Gladow, Theeßen, Güsen, Dytershagen, Nyblitz und Portez.
- Der Erzbischof Johann übertrug als Lehn im Jahre 1467, den hoff zu Krussaw mit dem dorffe davor gelegen, das dorff Gladow, das Dorf Dessen, die wüste Dorffstette Portez an Werner von Kracht.
- Ein Lehnbrief von 27. August 1510 führt Pritzetz als Besitz der Adelsfamilie von Arnim.